# 卡西姆·盖农
卡西姆·盖农·本·易卜拉欣（阿拉伯语：‎；？—948年）是摩洛哥伊德里斯王朝埃米尔，937年至948年在位。他在937年成功统治摩洛哥北部部分地区，令伊德里斯王朝复辟。他在948年逝世。